# چارلز اسپنولا
چارلز اسپنولا (انگلیسی: Charles Spinola؛ ۱۵۶۴ – ۱۰ سپتامبر ۱۶۲۲) یک قدیس مسیحی و یک مبلغ مذهبی مسیحی از اعضای انجمن عیسی بود. وی در سال ۱۶۰۲ به ژاپن وارد شد و در سال ۱۶۲۲ یکی از کسانی بود که در کشتار مسیحیان در ناگاساکی به روش زنده سوزاندن اعدام شد.